# Златні Рат

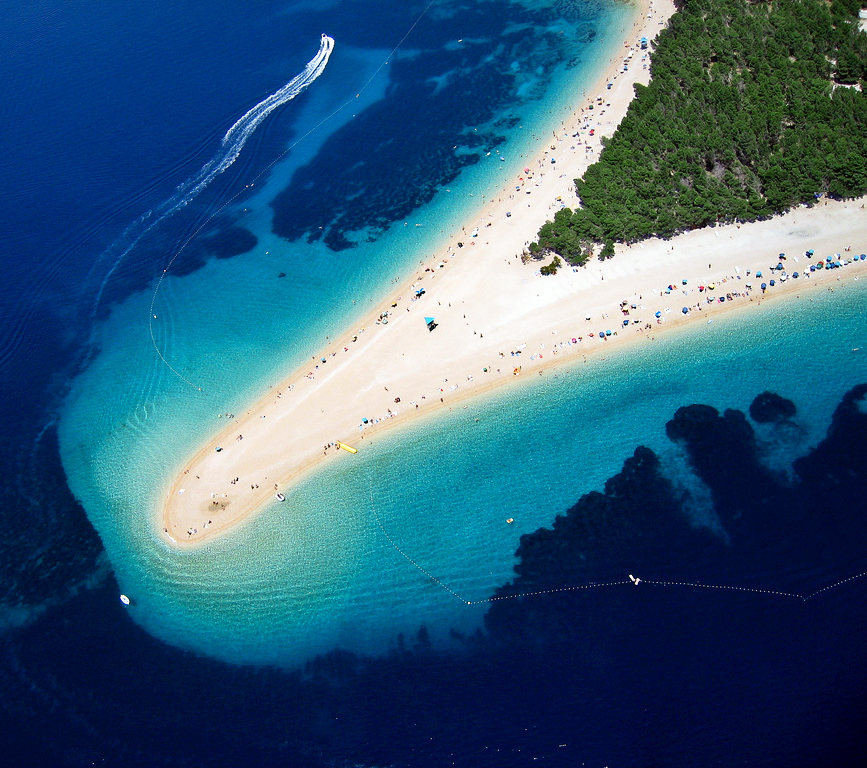
Златні Рат

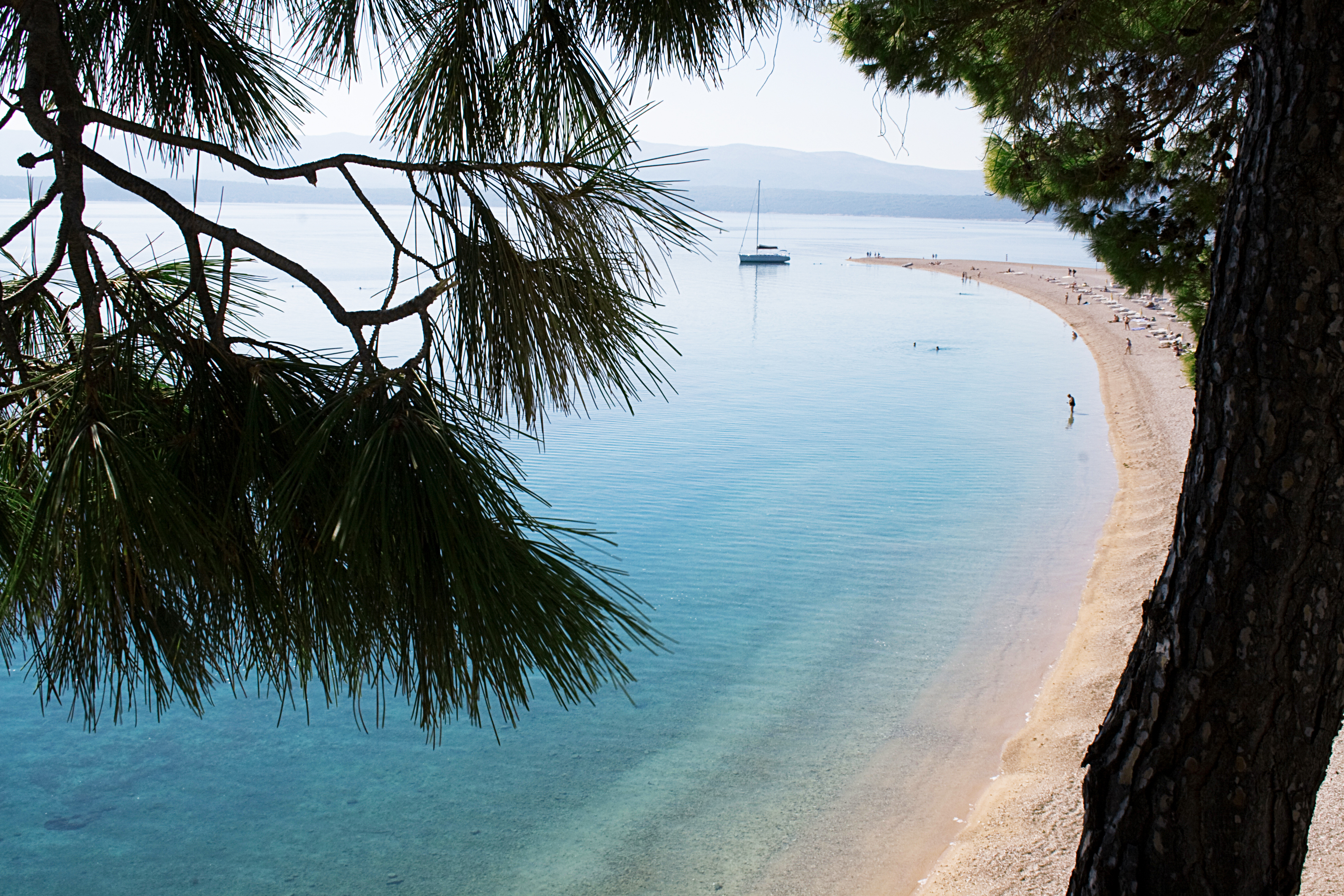
Східне узбережжя мису Златні Рат.

Золотий Ріг (хорв. Zlatni rat), також Золотий мис — морська коса за 2 км на схід від міста Бол на південному узбережжі Хорватського острова Брач, у регіоні Далмація. Простягається у протоці Хвар в Адріатичному морі між островами Брач і Хвар. Форма рельєфу переважно складається з білого галькового пляжу, а залишок займає гай із Середземноморських сосен. Море біля мису Златні Рат та й, по суті, вся місцевість достатньо кристалізовані (і дещо холодніші, ніж звичайно) через сильну течію протоки, у якій мис розташований.
Пляж обабіч коси простягається на 634 метри, але точна форма і довжина рельєфу змінюється у зв'язку зі змінами в припливах, течіях і вітру.
Соснові дерева, що ростуть поруч із пляжем, є залишками римської villa rustica, де також був басейн. Мис охороняють як геоморфологічне явище.
Через свою унікальність пляж на мисі Златні Рат є популярним місцем відпочинку серед туристів.

## Галерея

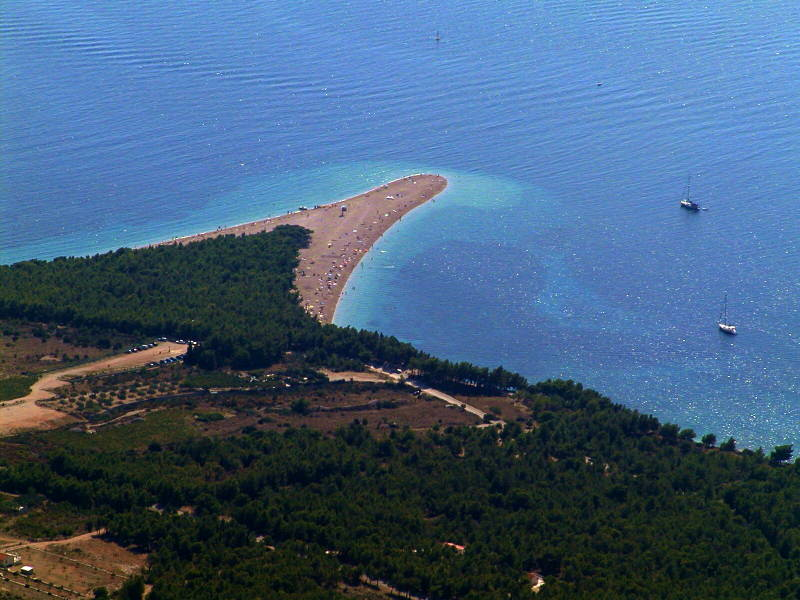
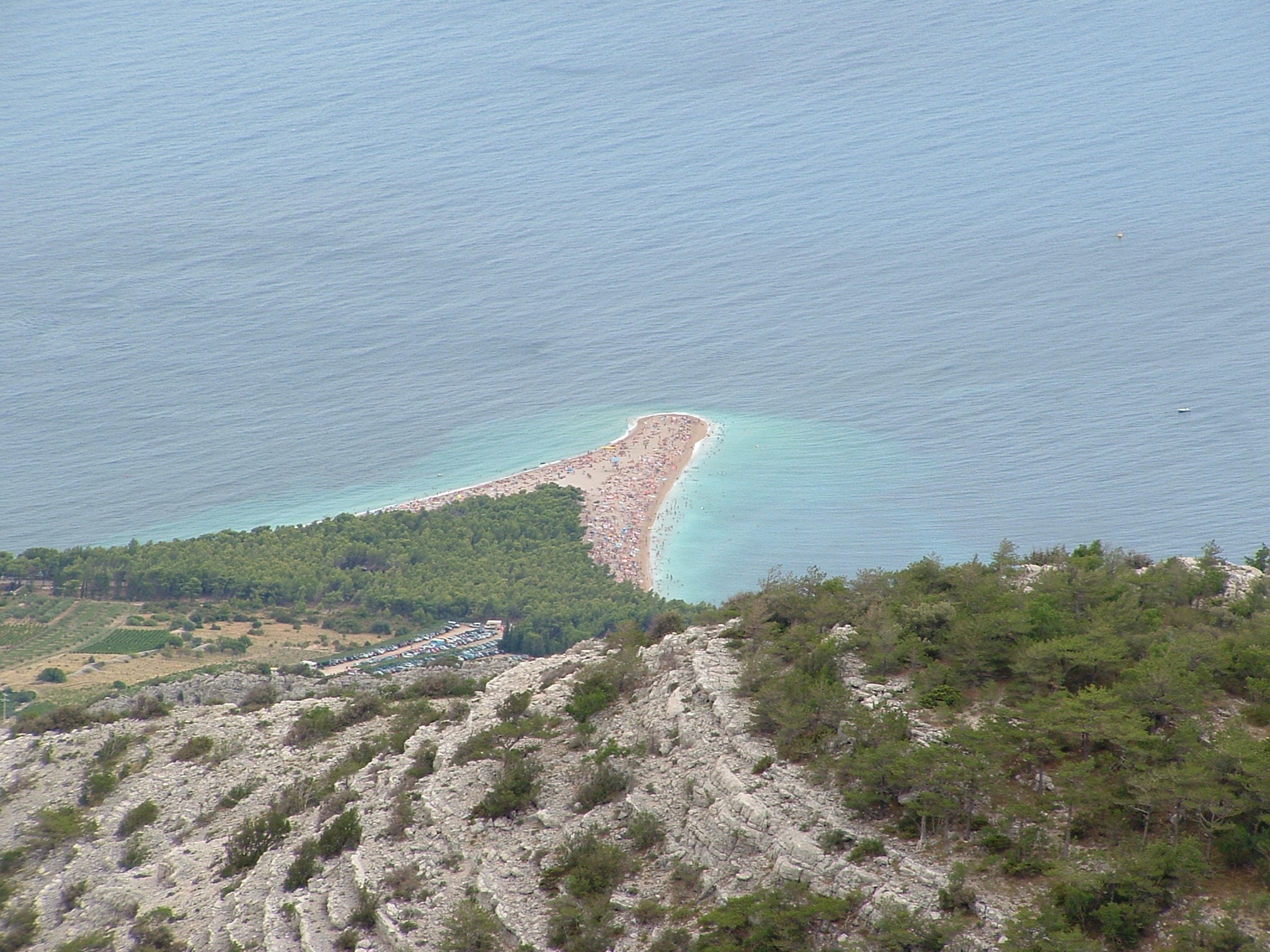
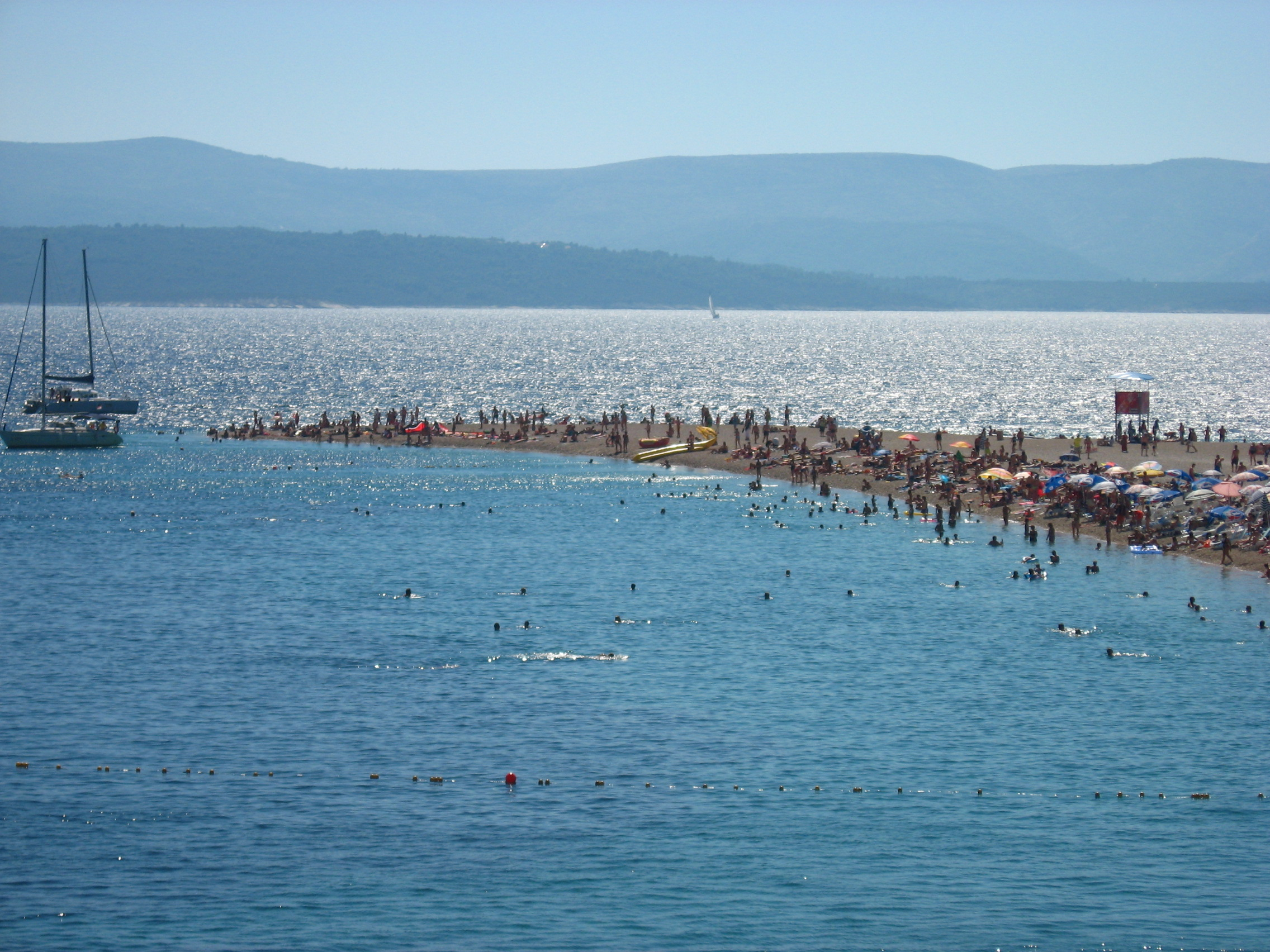
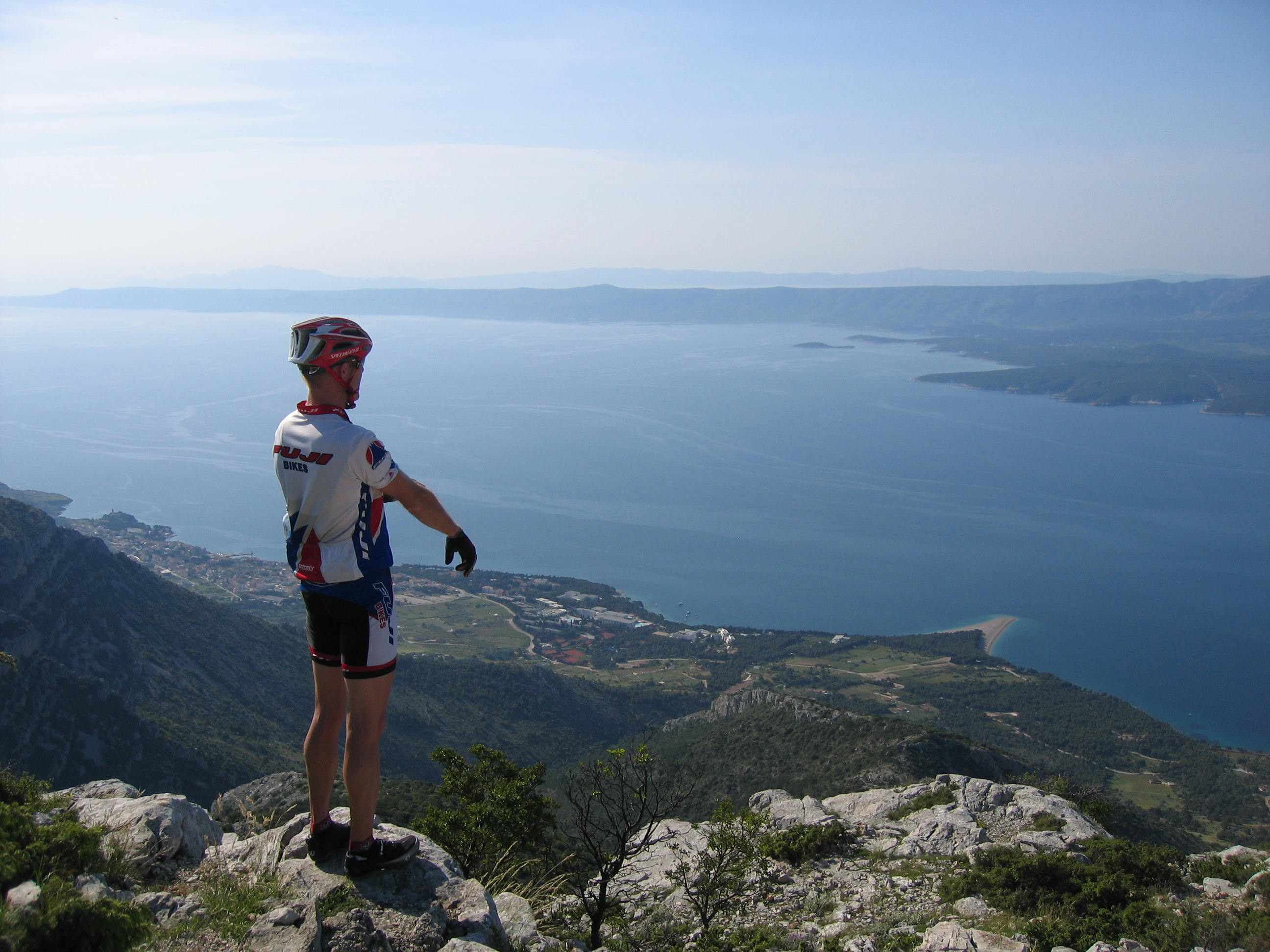
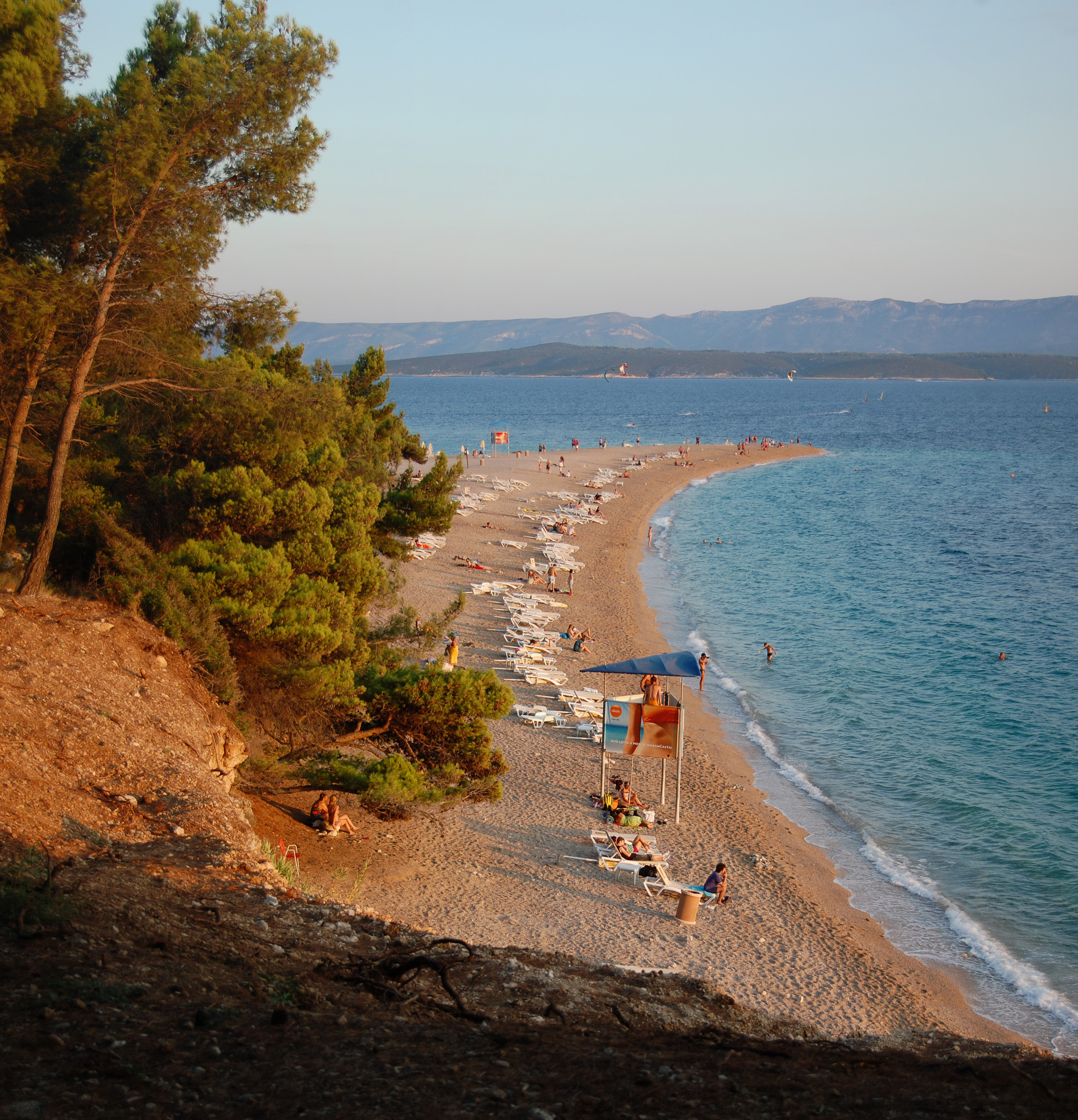
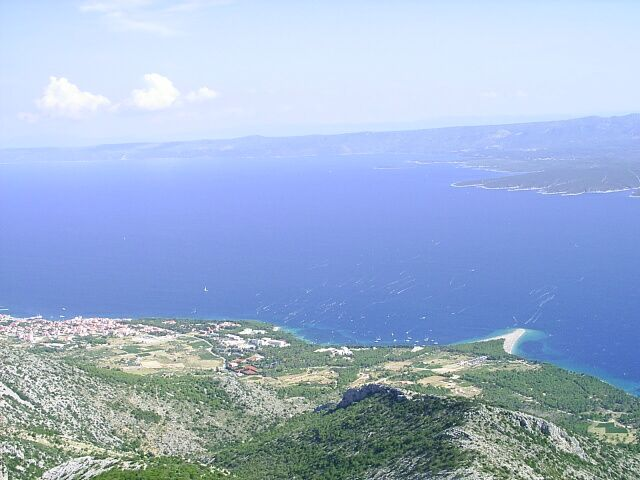
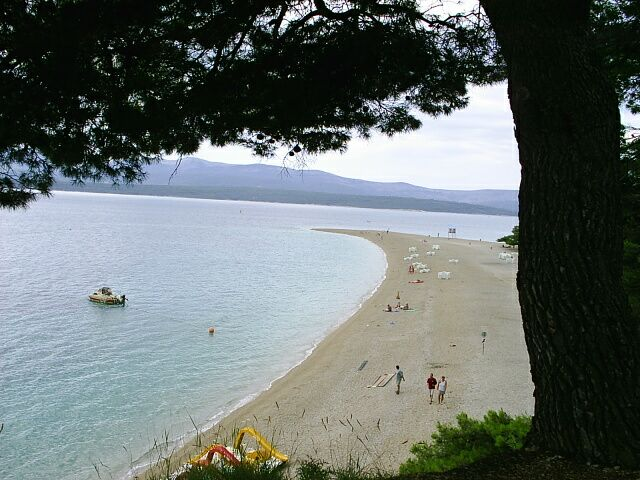
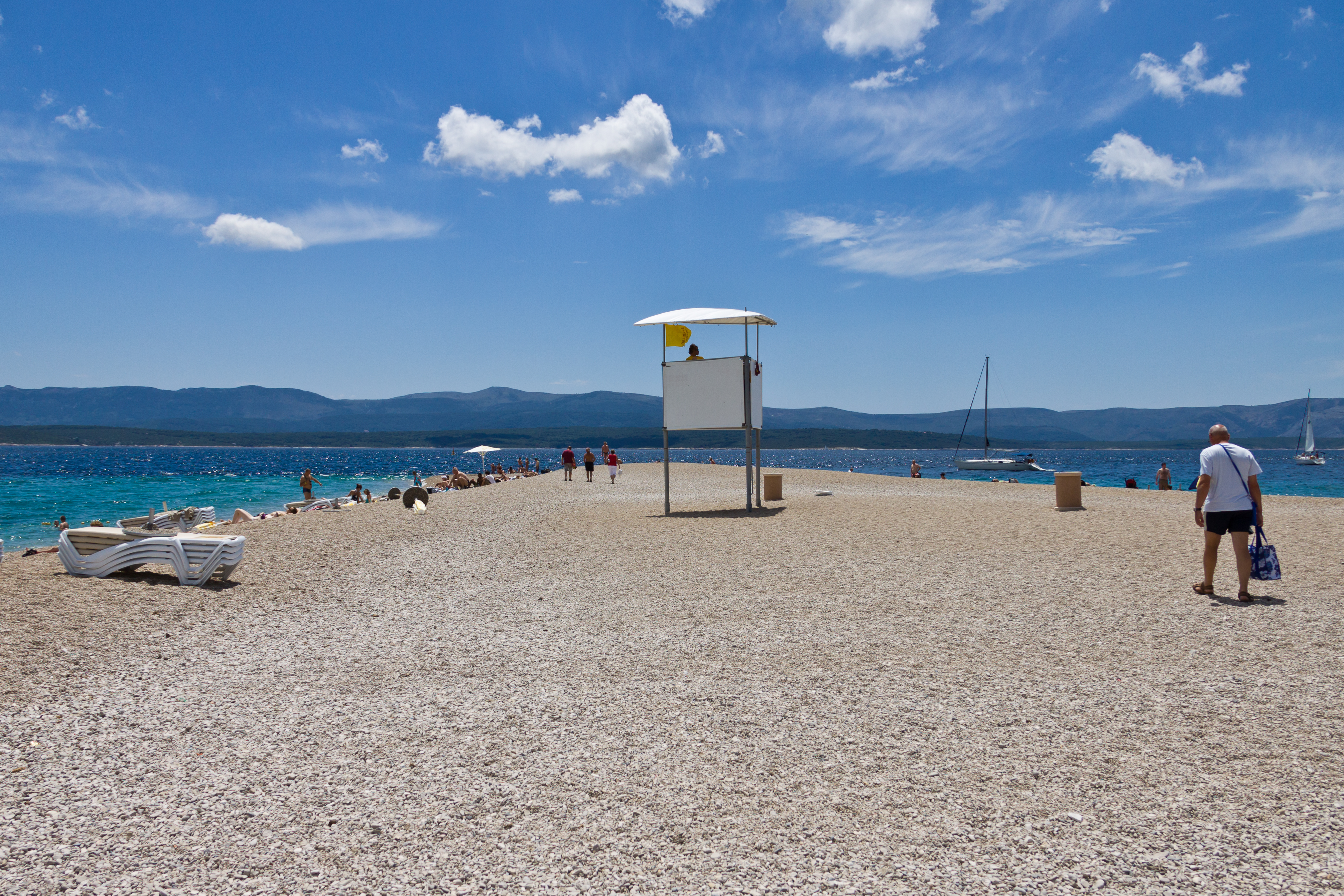
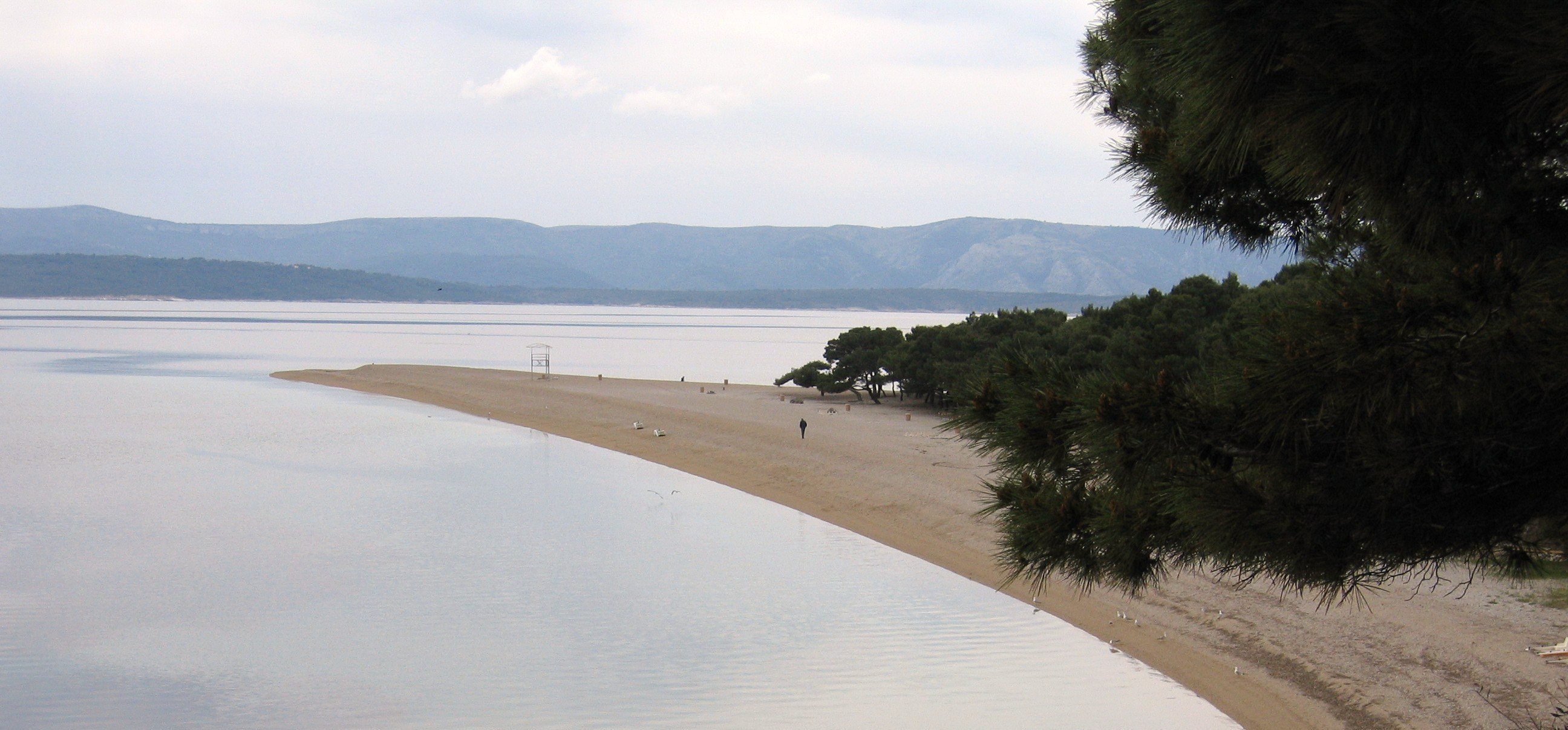
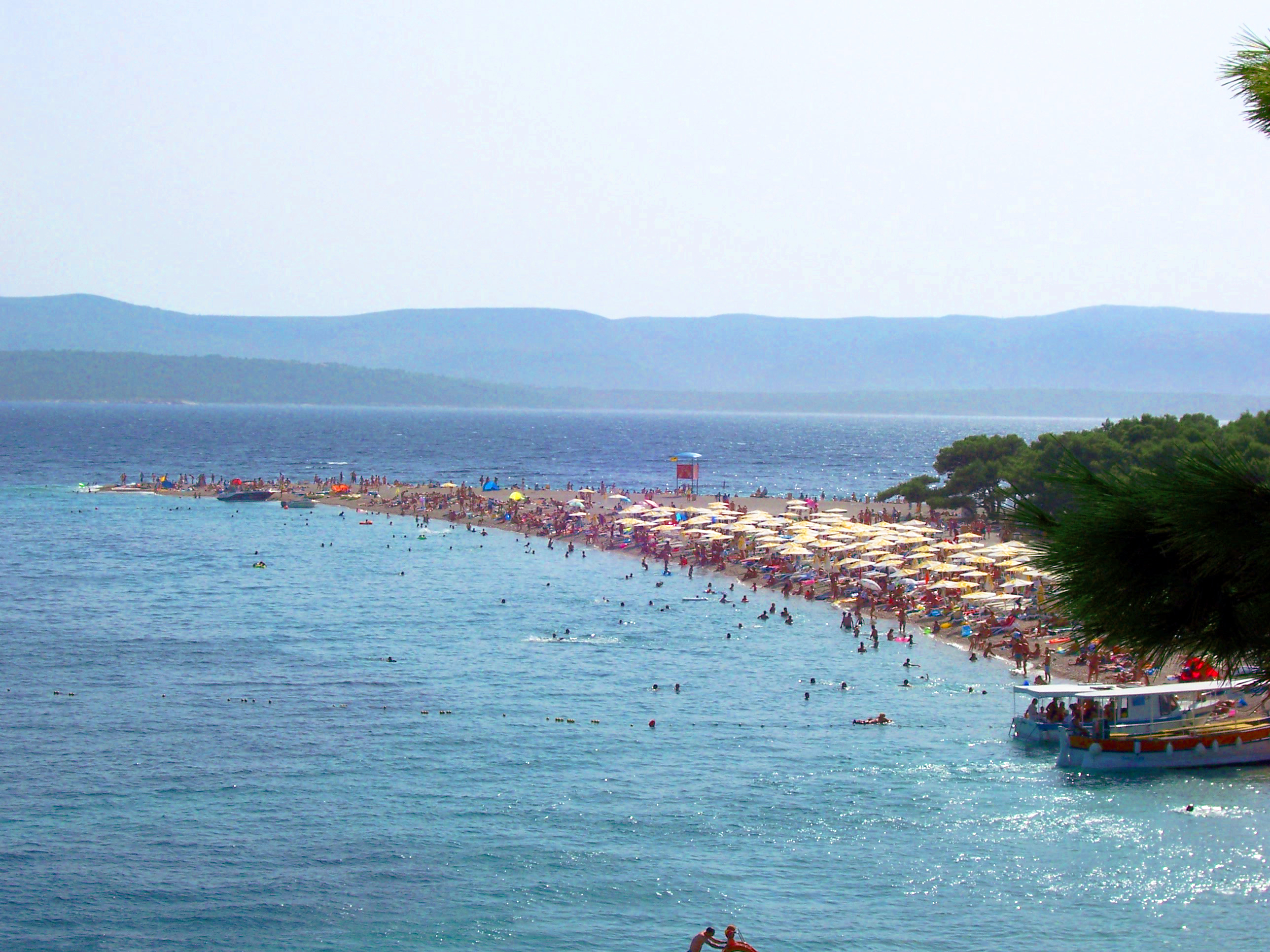
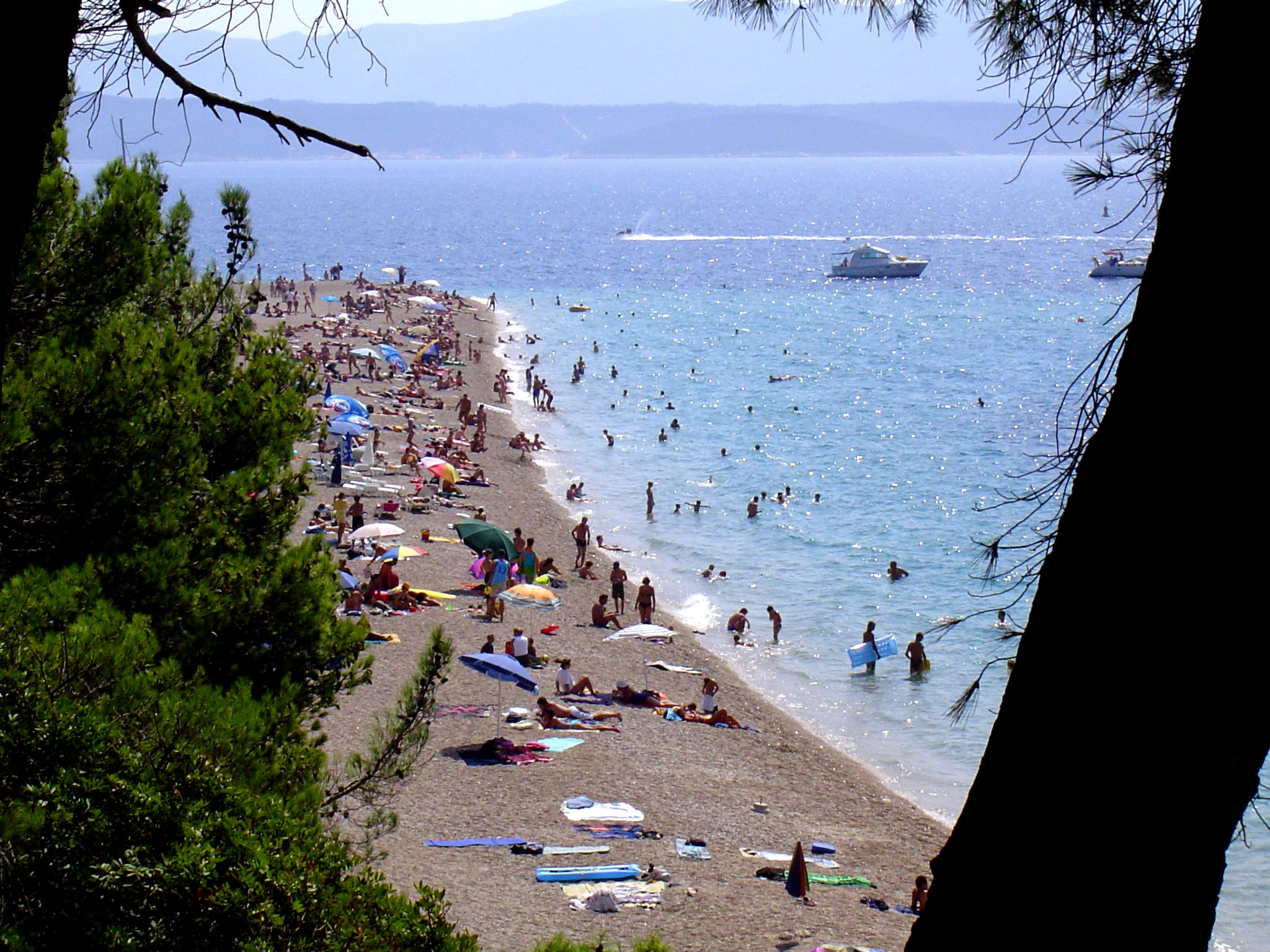